# Waalse verkiezingen 2009/Kandidatenlijsten/PS
Dit zijn de kandidatenlijsten van de PS voor de Waalse verkiezingen van 2009. De verkozenen staan vetgedrukt.

## Aarlen-Marche-en-Famenne-Bastenaken

### Effectieven
1. Philippe Courard
2. Véronique Biordi-Taddei
3. Philippe Greisch

### Opvolgers
1. Malika Sonnet
2. Alain Deworme
3. Corinne Guillaume
4. Jacques Gennen

## Bergen

### Effectieven
1. Elio Di Rupo
2. Joëlle Kapompolé
3. Didier Donfut
4. Manuella Senecaut
5. Martine Huart
6. Jean-Claude Debiève

### Opvolgers
1. Camille Dieu
2. Pierre Tachenion
3. Marc Barvais
4. Florence Monier
5. Jean-Pierre Lepine
6. Catherine Houdart

## Charleroi

### Effectieven
1. Paul Magnette
2. Sophie Pécriaux
3. Christian Dupont
4. Eric Massin
5. Maria-Rosa Santoro
6. Axel Soeur
7. Maria Di Donato
8. Julie Patte
9. Philippe Busquin

### Opvolgers
1. Ingrid Colicis
2. Hugues Bayet
3. Serdar Kilic
4. Graziana Trotta
5. Hicham Imane
6. Amandine Piedfort
7. Stéphanie Gosek
8. Latifa Gahouchi
9. Patrick Moriau

## Dinant-Philippeville

### Effectieven
1. Jean-Marc Delizée
2. Maude Herman
3. Guy Milcamps
4. Christine Poulin

### Opvolgers
1. Jean-Claude Maene
2. Laurence Plasman
3. Rose-Marie Mahy
4. Benoît Bayenet

## Doornik-Aat-Moeskroen

### Effectieven
1. Rudy Demotte
2. Annick Saudoyer
3. Paul-Olivier Delannois
4. Pierre Wacquier
5. Alicia Vandenabeele
6. Elodie Bauwens
7. Christian Massy

### Opvolgers
1. Daniel Senesael
2. Christiane Vienne
3. Jean-Pierre Denis
4. Marie-Thérèse Garçon
5. Roger Vanderstraeten
6. Stéphanie Varrasse
7. Ludivine Dedonder

## Hoei-Borgworm

### Effectieven
1. Christophe Collignon
2. Isabelle Albert
3. Carine Renson
4. Christophe Lacroix

### Opvolgers
1. Robert Meureau
2. Valérie Jadot
3. Anne Férir
4. Marc Tarabella

## Luik

### Effectieven
1. Michel Daerden
2. Isabelle Simonis
3. Alain Onkelinx
4. Julie Fernandez-Fernandez
5. Dany Adam
6. Delphine Salou
7. Marc Bolland
8. Chantal Daniel
9. Ernur Colak
10. Denise Laurent
11. Raphaël Quaranta
12. Linda Musin
13. Willy Demeyer

### Opvolgers
1. Maggy Yerna
2. Mauro Lenzini
3. Maurice Mottard
4. Déborah Géradon
5. André Vrancken
6. Najia El Khayat
7. Arthur Cortis
8. Irène Hody
9. Bernard Fourny
10. Madeleine Mairlot
11. Ahmed Rassili
12. Christie Morreale
13. José Happart

## Namen

### Effectieven
1. Jean-Charles Luperto
2. Eliane Tillieux
3. Yves Depas
4. Fanny Constant
5. Gwenaëlle Grovonius
6. Philippe Mahoux

### Opvolgers
1. Claude Eerdekens
2. Dominique Renier
3. Luc Vandendorpe
4. Patricia Brabant
5. Natalie Marichal
6. Dominique Notte

## Neufchâteau-Virton

### Effectieven
1. Sébastian Pirlot
2. Séverine Burton-Pierret

### Opvolgers
1. Olivier Weyrich
2. Nathalie Ughi-Heyard
3. Anne Davreux
4. Francis Steifer

## Nijvel

### Effectieven
1. André Flahaut
2. Véronique Ghenne
3. Dimitri Legasse
4. Anne Lambelin
5. Isabelle Evrard
6. Grégory Verté
7. Isabelle Kibassa-Maliba
8. Christophe Marchal

### Opvolgers
1. Léon Walry
2. Dominique De Troyer
3. Maurice Dehu
4. Fabienne Gendarme
5. Michel De Wolf
6. Sophie Marcoux
7. Natacha Verstraeten
8. Armand Delcampe

## Thuin

### Effectieven
1. Paul Furlan
2. Françoise Fassiaux-Looten
3. François Devillers

### Opvolgers
1. Laurent Devin
2. Virginie Gonzalez Moyano
3. Carla Grande
4. Geoffrey Borgniet

## Verviers

### Effectieven
1. Edmund Stoffels
2. Muriel Targnion
3. Jean-Paul Mawet
4. Julie Gotal
5. Nicole Reemans-Vangeebergen
6. Claude Desama

### Opvolgers
1. Jean-François Istasse
2. Véronique Bonni
3. Jehane Krings
4. Valérie Dejardin
5. Didier Gilkinet
6. André Frédéric

## Zinnik

### Effectieven
1. Marc de Saint Moulin
2. Olga Zrihen
3. Jean-Marie Degauque
4. Carine Burgeon

### Opvolgers
1. Jacques Gobert
2. Christiane Moerman
3. Xavier Dupont
4. Fanny Bombart